# Unión Soviética en los Juegos Olímpicos
La Unión Soviética en los Juegos Olímpicos estuvo representada por el Comité Olímpico Soviético, miembro del Comité Olímpico Internacional desde el año 1951. Después de la disolución de la Unión Soviética en 1991, los deportistas soviéticos compitieron en 1992 como parte del Equipo Unificado y a partir de 1994 bajo las banderas de sus nuevos países.
Participó en 9 ediciones de los Juegos Olímpicos de Verano, su primera presencia tuvo lugar en Helsinki 1952. El país obtuvo un total de 1010 medallas en las ediciones de verano: 395 de oro, 319 de plata y 296 de bronce.
En los Juegos Olímpicos de Invierno participó en 9 ediciones, siendo Cortina d'Ampezzo 1956 su primera aparición en estos Juegos. El país consiguió un total de 194 medallas en las ediciones de invierno: 78 de oro, 57 de plata y 59 de bronce.
Este país fue anfitrión de los Juegos Olímpicos de Verano en una ocasión: Moscú 1980.

## Medalleros

### Por edición
| Evento           | Oro | Plata | Bronce | Total |
| ---------------- | --- | ----- | ------ | ----- |
| Helsinki 1952    | 22  | 30    | 19     | 71    |
| Melbourne 1956   | 37  | 29    | 32     | 98    |
| Roma 1960        | 43  | 29    | 31     | 103   |
| Tokio 1964       | 30  | 31    | 35     | 96    |
| México 1968      | 29  | 32    | 30     | 91    |
| Múnich 1972      | 50  | 27    | 22     | 99    |
| Montreal 1976    | 49  | 41    | 35     | 125   |
| Moscú 1980       | 80  | 69    | 46     | 195   |
| Los Ángeles 1984 | –   | –     | –      | –     |
| Seúl 1988        | 55  | 31    | 46     | 132   |
| TOTAL            | 395 | 319   | 296    | 1010  |

| Evento                 | Oro | Plata | Bronce | Total |
| ---------------------- | --- | ----- | ------ | ----- |
| Cortina d'Ampezzo 1956 | 7   | 3     | 6      | 16    |
| Squaw Valley 1960      | 7   | 5     | 9      | 21    |
| Innsbruck 1964         | 11  | 8     | 6      | 25    |
| Grenoble 1968          | 5   | 5     | 3      | 13    |
| Sapporo 1972           | 8   | 5     | 3      | 16    |
| Innsbruck 1976         | 13  | 6     | 8      | 27    |
| Lake Placid 1980       | 10  | 6     | 6      | 22    |
| Sarajevo 1984          | 6   | 10    | 9      | 25    |
| Calgary 1988           | 11  | 9     | 9      | 29    |
| TOTAL                  | 78  | 57    | 59     | 194   |

### Por deporte
| Evento              | Oro | Plata | Bronce | Total |
| ------------------- | --- | ----- | ------ | ----- |
| Atletismo           | 65  | 55    | 75     | 195   |
| Baloncesto          | 4   | 4     | 4      | 12    |
| Balonmano           | 4   | 1     | 1      | 6     |
| Boxeo               | 14  | 19    | 18     | 51    |
| Ciclismo            | 11  | 4     | 8      | 23    |
| Deportes ecuestres  | 6   | 5     | 4      | 15    |
| Esgrima             | 18  | 15    | 16     | 49    |
| Fútbol              | 2   | 0     | 3      | 5     |
| Gimnasia            | 73  | 67    | 44     | 184   |
| Halterofilia        | 39  | 21    | 2      | 62    |
| Hockey sobre hierba | 0   | 0     | 2      | 2     |
| Judo                | 5   | 5     | 13     | 23    |
| Lucha               | 62  | 31    | 23     | 116   |
| Natación            | 13  | 21    | 26     | 60    |
| Pentatlón moderno   | 4   | 5     | 5      | 14    |
| Piragüismo          | 29  | 13    | 9      | 51    |
| Remo                | 12  | 20    | 10     | 42    |
| Saltos              | 3   | 4     | 6      | 13    |
| Tiro                | 17  | 15    | 17     | 49    |
| Tiro con arco       | 1   | 3     | 3      | 7     |
| Vela                | 4   | 5     | 3      | 12    |
| Voleibol            | 7   | 4     | 1      | 12    |
| Waterpolo           | 2   | 2     | 3      | 7     |
| TOTAL               | 395 | 319   | 296    | 1010  |

| Evento                | Oro | Plata | Bronce | Total |
| --------------------- | --- | ----- | ------ | ----- |
| Biatlón               | 9   | 5     | 5      | 19    |
| Bobsleigh             | 1   | 0     | 2      | 3     |
| Combinada nórdica     | 0   | 1     | 2      | 3     |
| Esquí alpino          | 0   | 0     | 1      | 1     |
| Esquí de fondo        | 25  | 22    | 21     | 68    |
| Hockey sobre hielo    | 7   | 1     | 1      | 9     |
| Luge                  | 1   | 2     | 3      | 6     |
| Patinaje artístico    | 10  | 9     | 5      | 24    |
| Patinaje de velocidad | 24  | 17    | 19     | 60    |
| Salto en esquí        | 1   | 0     | 0      | 1     |
| TOTAL                 | 78  | 57    | 59     | 194   |